# Западный фронт РККА во время Гражданской войны
За́падный фронт — оперативно-стратегическое объединение войск РККА в годы гражданской войны. Был образован на основании директивы главкома Красной Армии от 12 февраля 1919 года с целью объединения действий советских войск на западном и северо-западном стратегическом направлениях. Управление Западного фронта было создано на базе управления расформированного Северного фронта. Штаб фронта в разное время находился в населённых пунктах Старая Русса, Молодечно, Двинск, Смоленск, Минск.
В 1920 году Западный фронт стал главным фронтом РСФСР и участвовал в отражении наступления польских войск во время Советско-польской войны и  
Майской операции 1920 года.
В результате Июльской операции (1920) Западного фронта были заняты Белоруссия и часть Литвы, в августе 1920 года войска фронта подошли к Варшаве. Однако переоценка советским политическим руководством и командованием своих сил и недооценка сил противника, а также нарушение взаимодействия между Западным и Юго-Западным фронтами привели к поражению советских войск фронта в ходе Варшавской операции 1920 и отходу их из Польши.

## Состав
В состав Западного фронта входили:
- 7-я армия (19 февраля 1919 — 10 мая 1921);
- Армия Советской Латвии, с 7 июня 1919 — 15-я армия (19 февраля 1919 — 4 октября 1920);
- Западная армия, с 13 марта 1919 — Белорусско-Литовская армия, с 9 июня 1919 — 16-я армия (19 февраля 1919 — 7 мая 1921);
- Эстляндская армия (19 февраля — 30 мая 1919);
- 12-я армия (16 июня — 27 июля, 7 сентября — 17 октября 1919, 14 августа — 27 сентября 1920);
- Мозырская группа войск (18 мая — сентября 1920);
- 3-я армия (11 июня — 31 декабря 1920);
- 4-я армия (11 июня — 18 октября 1920);
- 15-я армия
- 1-я Конная армия (14 августа — 27 сентября 1920);
- Днепровская военная флотилия (1919);
- Запасная Армия (август — ноябрь 1920).

С войсками 3ападного фронта взаимодействовали также корабли Балтфлота (февраль — декабрь 1919).

## Боевые действия Западного фронта

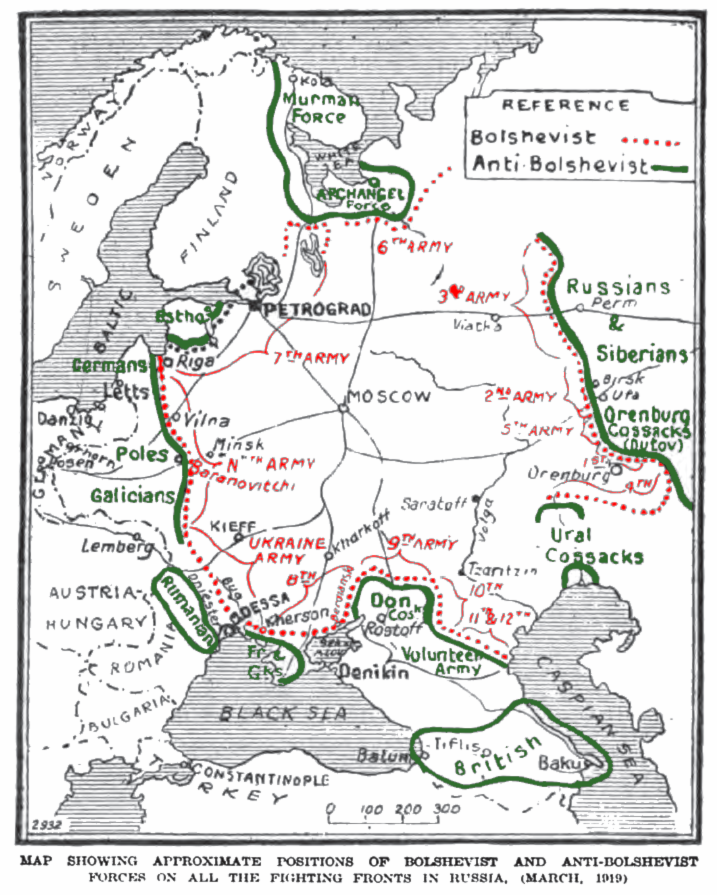
Положение большевистских и антибольшевистских сил в марте 1919 года.

К моменту формирования Западного фронта войска (численность — 81,5 тысяч штыков и сабель) вели боевые действия на фронте протяжённостью свыше 2 тысяч км, в том числе на мурманском направлении (против белогвардейцев и интервентов Антанты), петрозаводском, олонецком направлениях и Карельском перешейке против войск Финляндии. В Прибалтике и Белоруссии войска фронта вели бои с эстонскими, латышскими, литовскими формированиями, а также с русскими белогвардейскими, германскими и польскими войсками.
К июлю 1919 года войска Западного фронта под натиском противника отступили из Прибалтики. В Белоруссии наступление польских войск было остановлено в августе на реке Березина. В августе 1919 года войска фронта находились на линии Финский залив — Псков — Полоцк — река Березина.
В июне — августе и октябре — ноябре 1919 7-я и 15-я армии при поддержке кораблей Балтфлота отразили два наступления белой Северо-западной армии Юденича на Петроград (Петроградская оборона) и нанесли ей поражение, что позволило сосредоточить основные усилия Красной Армии на борьбе с войсками Деникина и Колчака.
5 марта 1920 года польские войска генерала В. Сикорского начали наступление и 6 марта заняли Мозырь и Калинковичи. Противостоявшая им в Полесье 57-я стрелковая дивизия насчитывала всего 1 375 штыков при 25 легких орудиях, растянутых на 120-километровом фронте. Однако захват названных пунктов не решал основной задачи, поставленной противником, ибо главные резервы на Западный и Юго-Западный фронты шли в это время из центра страны и с Кавказского фронта. Продолжая наступление, поляки 8 марта захватили Речицу, но, получив подкрепления, в середине марта 57-я дивизия вернула город и отбросила противника к Калинковичам. В дальнейшем в течение месяца стороны вели в этом районе упорные бои, которые позволили польскому руководству начать шумиху в прессе о советском наступлении, угрожающем независимости Польши{53}.
Советское руководство серьёзно отнеслось к просьбе РВС Западного фронта о своевременных мерах по усилению войск фронта, однако войска, какие приходилось перебрасывать на польский фронт, находились в это время от театра военных действий за тысячи километров — в Сибири, на Урале, на Кавказе. Однако состояние железных дорог во время Гражданской войны было исключительно тяжелым, поэтому в течение полутора месяцев (с 15 марта по 1 мая 1920 г.) на Западный фронт прибыло всего 3 дивизии двухбригадного состава. Остальные войска к началу мая находились ещё в пути.[34]

### Майская операция Западного фронта

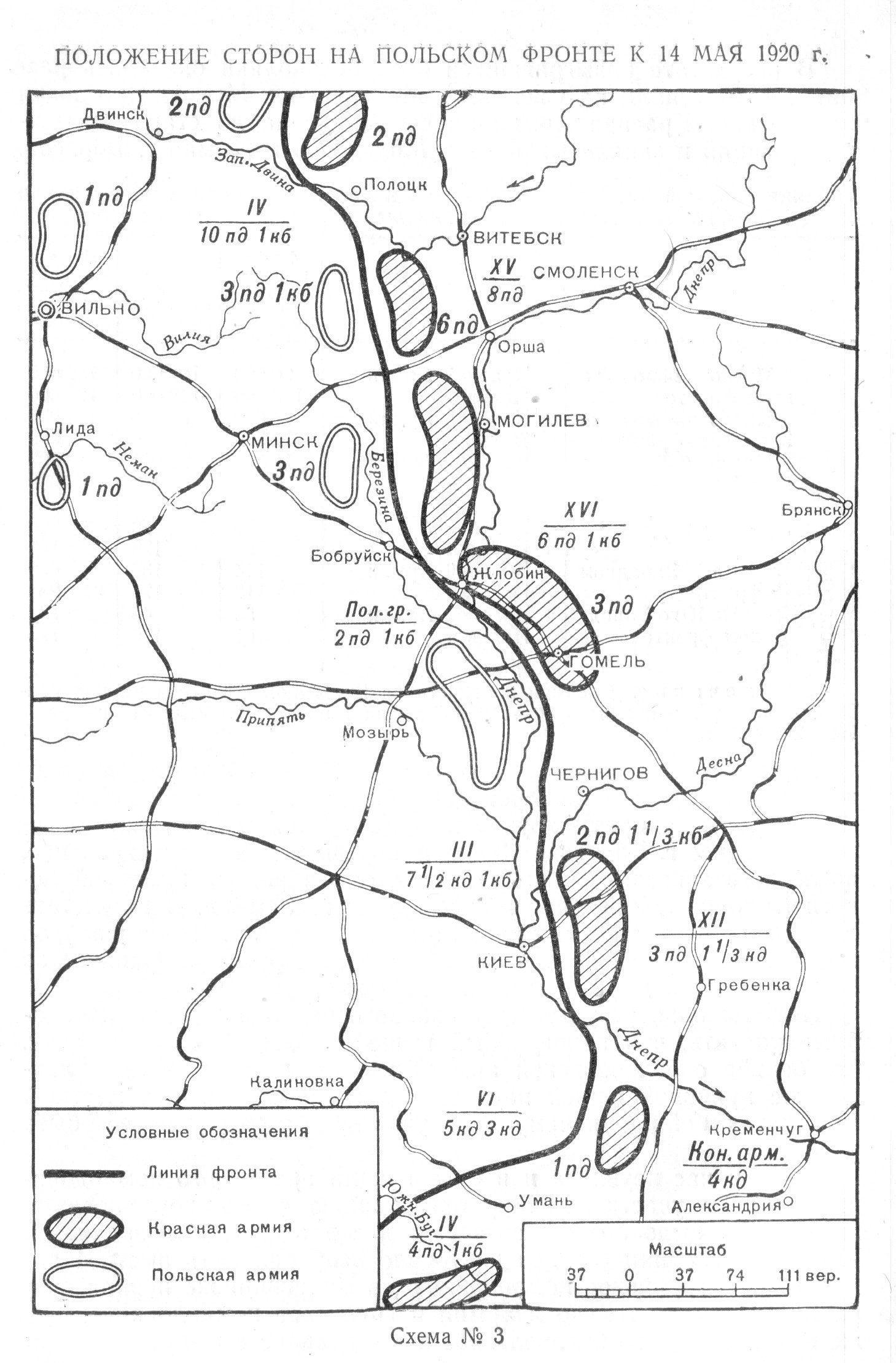
Положение сторон на польском фронте к 14 мая 1920 г.

По замыслу командующего Западным фронтом М. Н. Тухачевского, главный удар должна была наносить 15-я армия в общем направлении на Вильнюс с задачей разбить 1-ю польскую армию и отбросить её к Пинским болотам. Северная группа войск должна была содействовать наступлению 15-й армии, нанося удар во фланг и тыл 1-й польской армии. 16-я армия наносила вспомогательный удар на минском направлении, чтобы сковать силы 4-й польской армии. Подготовка Майской операции потребовала перегруппировки войск из центра фронта на его правый фланг, которая не была закончена полностью к началу наступления.
О подготовке Западного фронта к наступлению через разведку стало известно польскому командованию, которое решило сорвать предстоящее наступление Красной армии. 11 мая 1920 г. Ю. Пилсудский приказал командующему 4-й польской армией подготовить контрудар на Жлобин, в случае успеха 4-я армия должна была наступать на Могилев. Пилсудский планировал начать наступление 17 мая сразу на обоих флангах: со стороны Полесья силами 4-й армии и со стороны северного фланга войсками 1-й армии.
14 мая 1920 года 6 дивизий 15-й армии начали наступление, прорвали оборону 1-й и 8-й польских пехотных дивизий и к исходу 16 мая выдвинулись на линию Дисна, Забки, озеро Шо, Манцо. 15 мая из частей 15-й армии, действовавших на левом фланге, была создана Южная группа (5-я, 29-я и 56-я стрелковые дивизии), войска которой 16 мая вышли на рубежи Пышно, Лепель, Стайск. Из состава Северной группы наступление вела только 164-я стрелковая бригада, которая переправилась через Западную Двину и захватила плацдарм в районе Моски. Другие силы Северной группы не закончили сосредоточение (18-я стрелковая дивизия) либо прикрывали северное крыло фронта против войск Латвии (48-я стрелковая дивизия). 17 мая командование Западного фронта изменило направление удара 15-й армии с северо-западного на юго-западное, а направление наступления Северной группы с юго-западного на северо-западное. За пять дней наступления войска 15-й армии продвинулись на 45—80 км, при этом фронт наступления расширился с 60 до 110 км. Польская армия, воспользовавшись замедлением темпа наступления Красной армии, смогла организовать планомерный отход своих частей.
16-я армия начала наступление двумя дивизиями только 19 мая. Продвинуться смогла только 8-я стрелковая дивизия, ведущая наступление в центре и 23 мая занявшая Игумен. 28 мая польское командование сосредоточило в районе Минск — Смиловичи сильную группировку и нанесло контрудар по флангам 8-й стрелковой дивизии, заставив её снова отойти за Березину.
С 19 мая наступление Северной группы и отдельных группировок 15-й армии продолжалось в расходящихся направлениях: Северная группа наступала на Браслав, группировка правого крыла 15-й армии — на Поставы, главные силы 15-й армии — на Молодечно и Южная группа — на Зембин. Между этими группами образовались разрывы, резервов для их заполнения не было. Тылы 15-й армии отстали, нарушалось регулярное снабжение войск боеприпасами и продовольствием, штаб армии часто терял управление войсками. Наступление Красной армии замедлилось.
Польское командование, перебросив войска с других направлений, в том числе с Украины, а также из Польши, сосредоточило крупные силы для контрудара против 15-й армии. Были созданы ударные группы на свенцянском, молодеченском, зембинском направлениях.
Советское наступление продолжалось, но сопротивление войск 1-й армии усилилось, и 23 мая 15-я армия РККА заняла оборону у озера Нарочь. Это позволило полякам провести несколько локальных контратак.
Уже 26 мая зембинская группировка польских войск усилила напор на силы Южной группы, достигнув успеха в районе Плященицы. К 31 мая наступление советских войск было остановлено противником на рубеже: 15 км западнее Дриссы, озеро Перебродье, Козяны, Поставы, озеро Мядзиол, озеро Нарочь, Долгинов, Гонцевичи.
Контрнаступление польской Резервной армии (свенцянская группировка) началось 31 мая. Из района Вилейки 1 июня началось наступление 1-й армии, чтобы отрезать путь отступления советской 15-й армии. 2 июня свенцянская группировка прорвала фронт 53-й стрелковой дивизии и вошла в тылы 15-й армии. Только 8 июня отступающие части 15-й армии смогли остановить противника на линии: Западная Двина (южнее Узмени), Зябки, Большая Черница, река Березина, удержав плацдарм в районе Дисна — Полоцк.
Несмотря на неуспех, майское наступление Западного фронта вынудило польское командование перебросить часть сил с Украины, это помогло войскам Юго-Западного фронта нанести поражение противнику в Киевской операции.

### Июльская операция (1920)
На рассвете 4 июля 1920 года ударная группировка Западного фронта перешла в успешное наступление недалеко от латвийской границы у города Дисна. Наступление началось успешно. 4-я армия (18-я, 12-я, 53-я стрелковые дивизии, 164-я стрелковая бригада) прорвала линию укреплений поляков, введенный в прорыв 3-й кавалерийский корпус Гая (10-я и 15-я кавалерийские дивизии) начал продвижение, охватывая левый фланг 1-й польской армии. Части 15-й армии (4-я, 11-я, 15-я, 33-я и 54-я стрелковые дивизии) после упорных боёв нанесли поражение польским войскам, отбросив их на Глубокое. При прорыве польских укреплений в полосе 33-й стрелковой дивизии Красная армия впервые использовала 3 трофейных танка «Рено». 5 июля Глубокое было взято кавалерийской группой 15-й армии. 3-я армия (5-я, 6-я, 21-я, 56-я стрелковые дивизии) переправилась через Березину и 5 июля взяла Докшицу, а 6 июля заняла Парфьяново.
В результате наступления войска Западного фронта нанесли тяжелые потери 1-й польской армии. Польское командование не могло остановить наступление советских войск в Белоруссии, поэтому 6 июля было вынуждено отдать приказ своим войскам об отходе в общем направлении на город Лида. Войска Красной армии продолжали преследовать противника, но не смогли полностью окружить 1-ю польскую армию. В результате поражения и начавшегося отступления 1-й польской армии значительно ухудшилось положение 4-й польской армии и появились выгодные условия для наступления частей 16-й армии и Мозырской группы советских войск. Мозырская группа (57-я стрелковая дивизия и Сводный отряд) начала наступление в направлении Глуск, Слуцк. 3-й конный корпус выдвигался в глубокий тыл польских войск и 9 июля занял Свенцяны>.

### Варшавская битва (1920)
В ночь на 23 июля главком С. С. Каменев с согласия РВСР отдал директиву о наступлении войск Западного фронта на Варшаву. К началу операции войска фронта (4-я, 15-я, 3-я, 16-я армии и Мозырьская группа) вышли на рубеж Гродно - Слоним - Пинск и получили задачу к 4 августа овладеть рубежом Ломжа - Брест и не позже 12 августа - Варшавой. 27 июля 3-й конный корпус при поддержке частей 4-й армии разбил фланговую группу 1-ю польской армии и занял Осовец, а затем 2 августа Ломжу. Это помогло 15-й и 3-й армиям преодолеть упорное сопротивление 1-й и 4-й польских армий на реках Нарев и Нурец и занять Белосток и Бельск. 16-я армия во взаимодействии с Мозырьской группой 1 августа заняла Брест. К 7 августа противник был отброшен за реку Западный Буг. К 10 августа войска фронта, преследуя отступающего противника, вышли на рубеж Млава - Пултуск - Сельдце - Любартув.
10 августа войска фронта получили задачу форсировать Вислу на участке Вроцлавек севернее Варшавы 14-15 августа и ударом с северо-запада овладеть Варшавой. К 13 августа 3-й конный корпус достиг Вислы в районе Вроцлавека, а части 3-й и 16-й армий овладели Радзимином (23 км от Варшавы). 14 августа войска 15-й и 3-й армий вышли к реке Вкра и крепости Модлин и захватили два форта.
15 августа 5-я польская армия нанесла удар по 4-й и 15-й армиям и её конница прорвалась до Цеханува. К исходу 15 августа войска 15-я армии отошли на 15 км на северо-восток. 16 августа войска 3-й и 15-й армий, теснимые 5-й польской армией, отошли на рубеж Цеханув - Насельск - Сероцк - Мокрое, а 16-я армия оставила Радзимин. 
16 августа польские 1-я, 4-я и часть 3-й армии перешли в наступление и прорвали оборону войск фронта и к 19 августа подошли к Западному Бугу. К исходу 25 августа войска фронта отошли на линию Липск, Свислочь, западнее Бреста. 3-й кавкорпус, 4-я и две дивизии 15-й армий, прижатые к границе, были интернированы в Восточной Пруссии.

### Арьергардные бои
После поражения Западному фронту удалось закрепиться на линии рек Неман — Щара — Свислочь. На 1 сентября он располагал 73 тысячами бойцов и 220 орудиями. Командующий фронтом М. Н. Тухачевский готовил наступление южным флангом фронта, но взятие противником Ковеля 12 сентября поставило под угрозу окружения всю южную группировку, которая стала отступать. 
20 сентября польская группировка (2-я армия генерала Эдварда Рыдз-Смиглы, 4-я армия генерала Леонарда Скерского) перешла в наступление на северном фланге Западного фронта, и в ходе Неманского сражения, разгромив советскую 3-ю армию, вышли на линию Лида - Новогрудок. 15-я и 16 армии, охваченные с правого фланга, были вынуждены отойти в район Минска. 
12 октября польские войска вновь вошли в Минск и Молодечно. 18 октября боевые действия прекратились.

### Западный фронт после войны
Западный фронт и его управления после окончания военных действий сохранили свою организационную структуру. Части фронта участвовали в ноябре в боях в Белоруссии против Русской народно-добровольческой армии С. Н. Булак-Балаховича и в марте 1921 года в подавлении Кронштадского мятежа. 8 апреля 1924 года был преобразован в Западный военный округ.

## Командный состав
Командующие:
- Д. Н. Надёжный (19 февраля — 22 июля 1919),
- В. М. Гиттис (22 июля 1919 — 29 апреля 1920),
- М. Н. Тухачевский (29 апреля 1920 — 4 марта 1921, 24 января 1922 — 26 марта 1924),
- И. Н. Захаров (врид, 4 марта — 20 сентября 1921),
- А. И. Егоров (20 сентября 1921 — 24 января 1922),
- А. И. Корк (врид, 26 марта — 5 апреля 1924),
- А. И. Кук (врид., 5 — 8 апреля 1924)

Члены РВС:
- Р. А. Римм (19 февраля — 19 мая 1919),
- Е. М. Пятницкий (19 февраля — 15 мая 1919),
- А. Я. Семашко (19 февраля — 14 июня 1919),
- О. А. Стигга (24 марта — 22 июля 1919),
- А. И. Окулов (19 мая — 21 июня 1919),
- Б. П. Позерн (5 июня — 1 августа 1919),
- А. И. Потяев (21 июня 1919 — 3 января 1920),
- Р. И. Берзин (7 июля — 10 декабря 1919),
- И. В. Сталин (9 июля — 30 сентября 1919),
- К. К. Юренев (14 октября 1919 — 3 января 1920),
- И. С. Уншлихт (11 декабря 1919 — 12 апреля 1921),
- А. П. Розенгольц (8 мая — 2 июня 1920),
- И. Т. Смилга (30 мая — 24 октября 1920),
- Ф. Э. Дзержинский (9 августа — 10 сентября 1920),
- Р. А. Муклевич (12 апреля 1921 — 5 августа 1922),
- Н. Ф. Новиков (23 ноября 1921 — 1 ноября 1922),
- И. Н. Перепечко (8 августа 1922 — 8 февраля 1923),
- В. Н. Касаткин (врид, 8 февраля — 5 декабря 1923),
- В. Г. Володин (5 декабря 1923 — 8 апреля 1924).

Начальники штаба:
- Н. Н. Доможиров (19 февраля — 26 мая 1919),
- Н. Н. Петин (26 мая — 17 октября 1919),
- А. М. Перемытов (врид, 17 октября — 13 ноября 1919),
- В. С. Лазаревич (13 октября 1919 — 9 февраля 1920),
- Н. Н. Шварц (25 февраля — 30 сентября 1920),
- Н. В. Соллогуб (1 октября — 6 декабря 1920),
- П. И. Ермолин (6 декабря 1920 — 7 июня 1921),
- М. А. Баторский (7 июня — 23 ноября 1921),
- С. А. Меженинов (23 ноября 1921 — 6 июля 1923),
- И. И. Глудин (врид, 6 июля — 30 сентября 1923),
- А. И. Кук (30 сентября 1923 — 8 апреля 1924).